# Laguna de Perlas
Laguna de Perlas è un comune del Nicaragua facente parte della Regione Autonoma della costa caraibica meridionale.